# Консульська легалізація

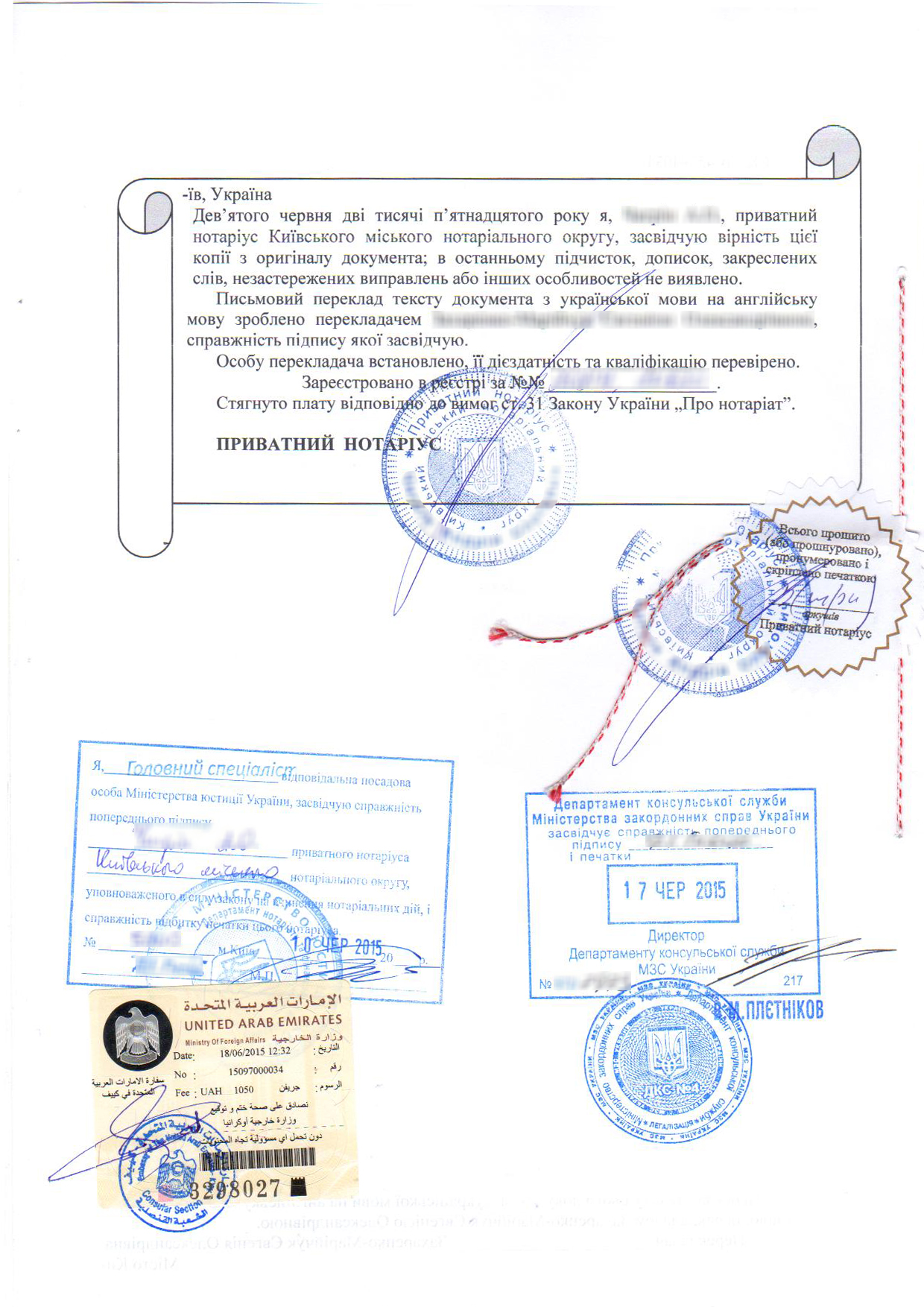
Зразок легалізованого документа для ОАЕ

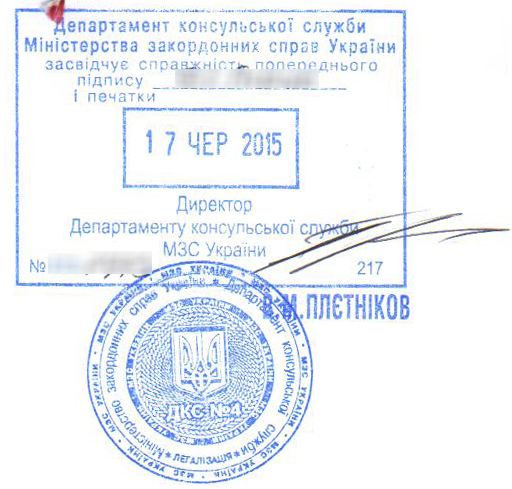
Печатка легалізації Міністерства закордонних справ України

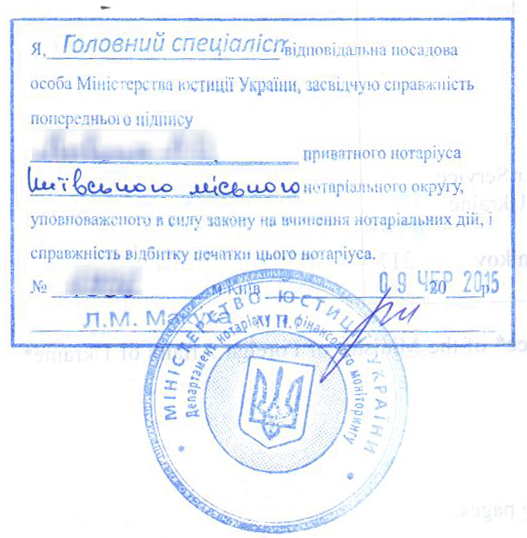
Печатка легалізації Міністерства Юстиції України

Ко́нсульська легаліза́ція  — це процедура визнання офіційних документів, виданих на території України, закордоном, яка проводиться в міністерствах України та консульствах іноземних держав на території України.
Аналогом даної процедури є проставлення штампу апостиль, але, на відміну від апостилю, консульська легалізація проводиться в тих країнах, які не підписали Гаазьку конвенцію від 5 жовтня 1962 року.

## Процедура консульської легалізації
Консульська легалізація є більш складною процедурою ніж апостиль і представляє собою засвідчення підпису посадової особи та печатки організації, до якої належить ця посадова особа.
Кожна країна має свою процедуру консульської легалізації, але основними етапами кожної є наступні кроки:
1. Засвідчення документа у нотаріуса, також засвідчується переклад документа та підпис перекладача.
2. Засвідчення підпису та печатки нотаріуса в Міністерстві юстиції України.
3. Засвідчення печатки Міністерства юстиції в Консульському відділі Міністерства закордонних справ України.
4. Засвідчення в консульстві країни, для якої проводяться легалізація документа.